# Матілде Камю
Матілде Камю (26 вересня 1919, Сантандер (Кантабрія) — 28 квітня 2012, Сантандер) — іспанська поетеса.